# Bitwa pod Morągiem
Bitwa pod Morągiem – starcie zbrojne pomiędzy armią Cesarstwa Francuskiego a wojskami Imperium Rosyjskiego, które miało miejsce 25 stycznia 1807 roku w pobliżu Morąga (niem: Mohring, Mohringen) w okolicach Plebanii Wólki (niem: Pfarrersfeldschen). Bitwa zapoczątkowała kampanię rosyjską Napoleona Bonaparte na terytorium Prus Wschodnich w czasie wojny z IV koalicją. Starcie zakończyło się zwycięstwem wojsk francuskich, którymi dowodził marszałek Jean Baptiste Bernadotte (późniejszy król Szwecji Karol XIV).

## Przebieg bitwy
25 stycznia około godziny 11 wojska rosyjskie pod dowództwem generała Markowa zaatakowały dywizję generała brygady Patchord. W tym czasie w pobliże Plebanii Wólki przybył marszałek Bernadotte z dywizją generała Druetta. Marszałek kazał natychmiast batalionowi z 9 pułku piechoty lekkiej zaatakować wioskę w której przebywały 3 bataliony wojsk rosyjskich, które wkrótce otrzymały wsparcie kolejnych jednostek. Książę Ponte-Corvo wysłał 2 kolejne bataliony dla wsparcia żołnierzy z 9 pułku. Walka była bardzo zacięta. Orzeł 9 pułku piechoty lekkiej został zdobyty przez Rosjan. Na tę wiadomość francuscy żołnierze, by pozbyć się hańby, rzucają się na przeciwnika i odbijają pułkowego Orła.
W tym samym czasie na drodze z Pasłęka pojawił się generał Dupont z pułkami 32 i 96. Po obejściu prawego skrzydła Rosjan batalion 32 pułku rzucił się na przeciwnika, rozproszył ich, wielu ranił i zabił. Francuzi nieprzyjaciela ścigali przez 2 mile - dopiero noc przerwała pogoń.
Wojskami rosyjskimi dowodzili hrabiowie Pahlen i Galicyn. Francuzi wzięli do niewoli 300 ludzi sami tracąc 100 i około 400 rannych. Rosjanie na polu bitwy pozostawili 1200 żołnierzy i kilka granatników.
W bitwie zginął rosyjski generał Roman von Anrep. Na miejscu jego śmierci pod Plebanią Wólką koło Morąga wzniesiono pomnik, zachowany do dziś.

## Galeria

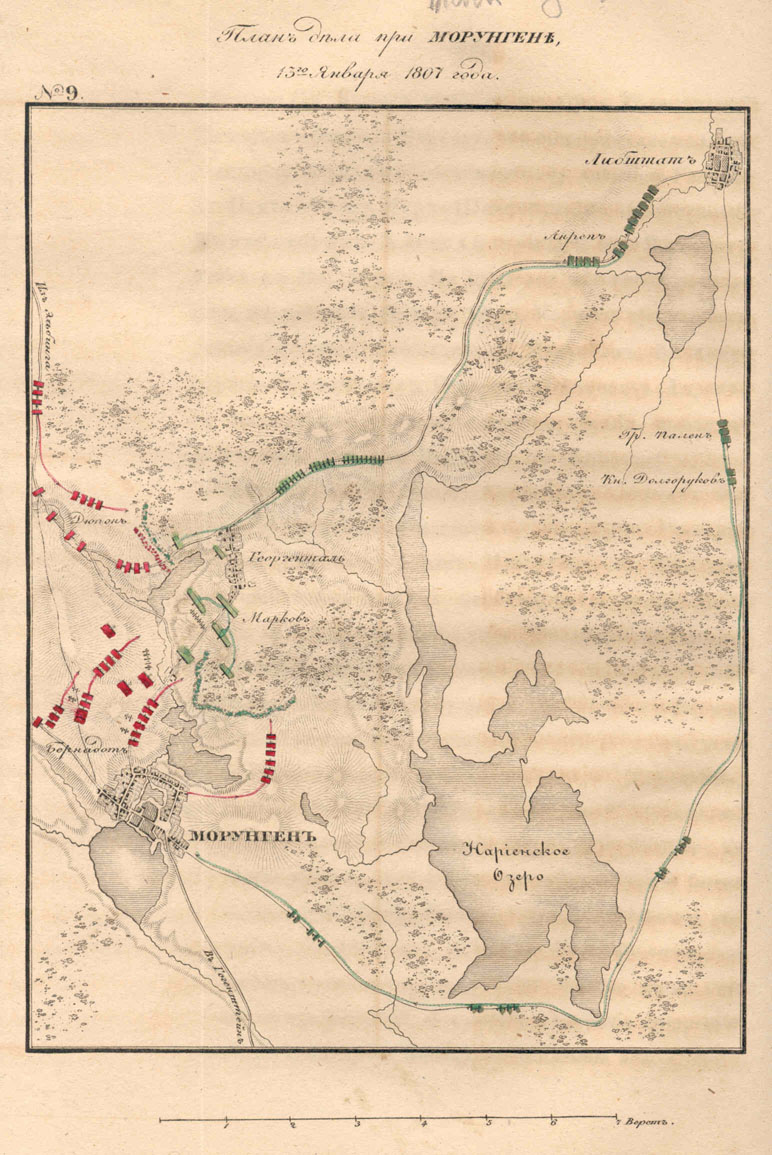
Plan bitwy pod Morągiem
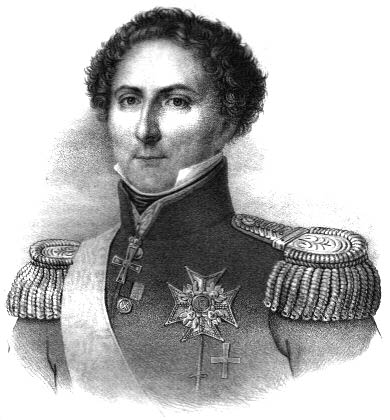
Jean-Baptiste Jules Bernadotte
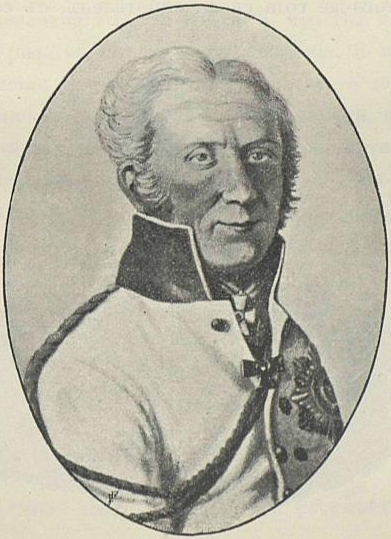
Roman von Anrep
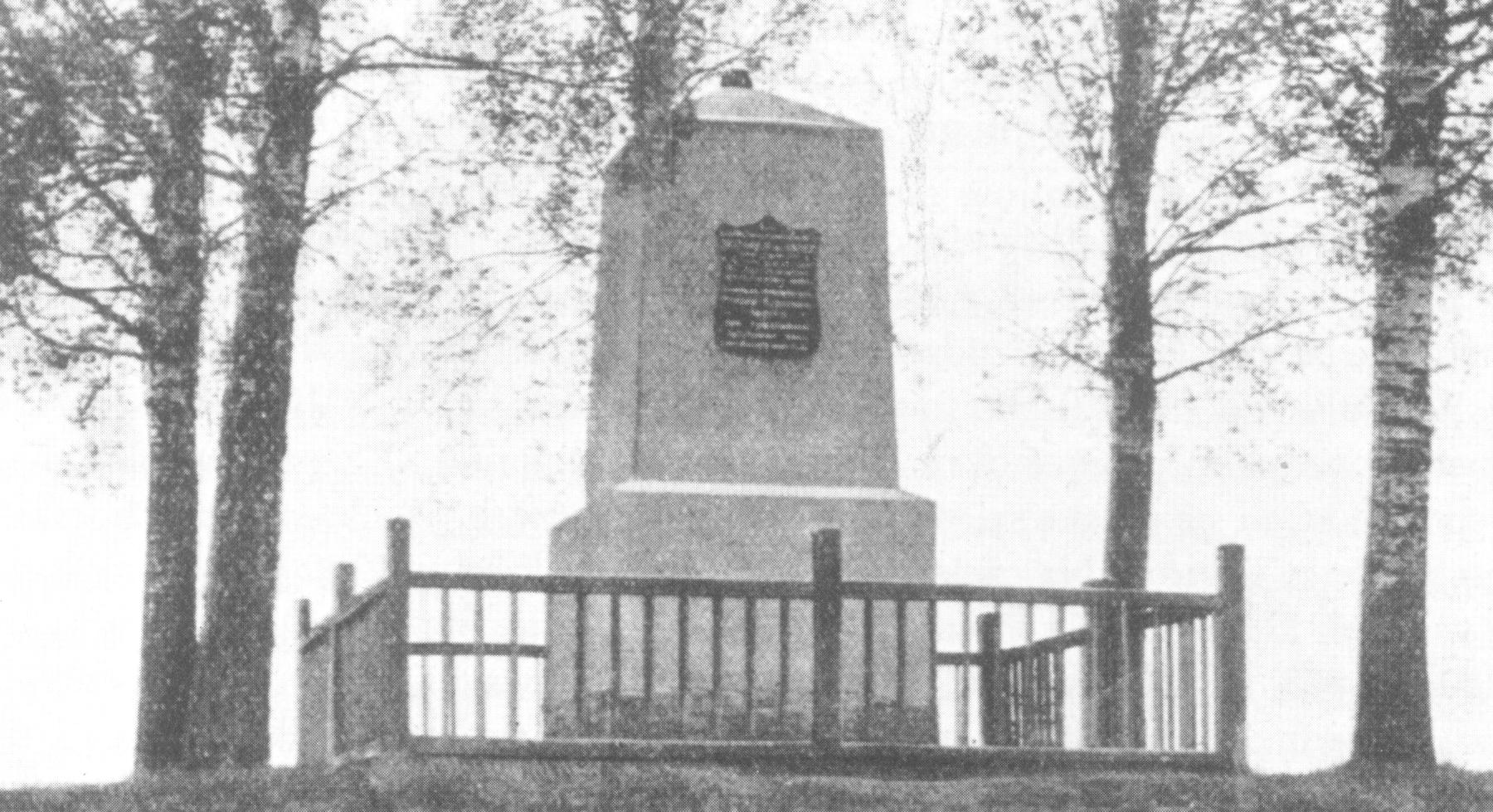
Pomnik gen. von Anrepa – lata 20. XX wieku
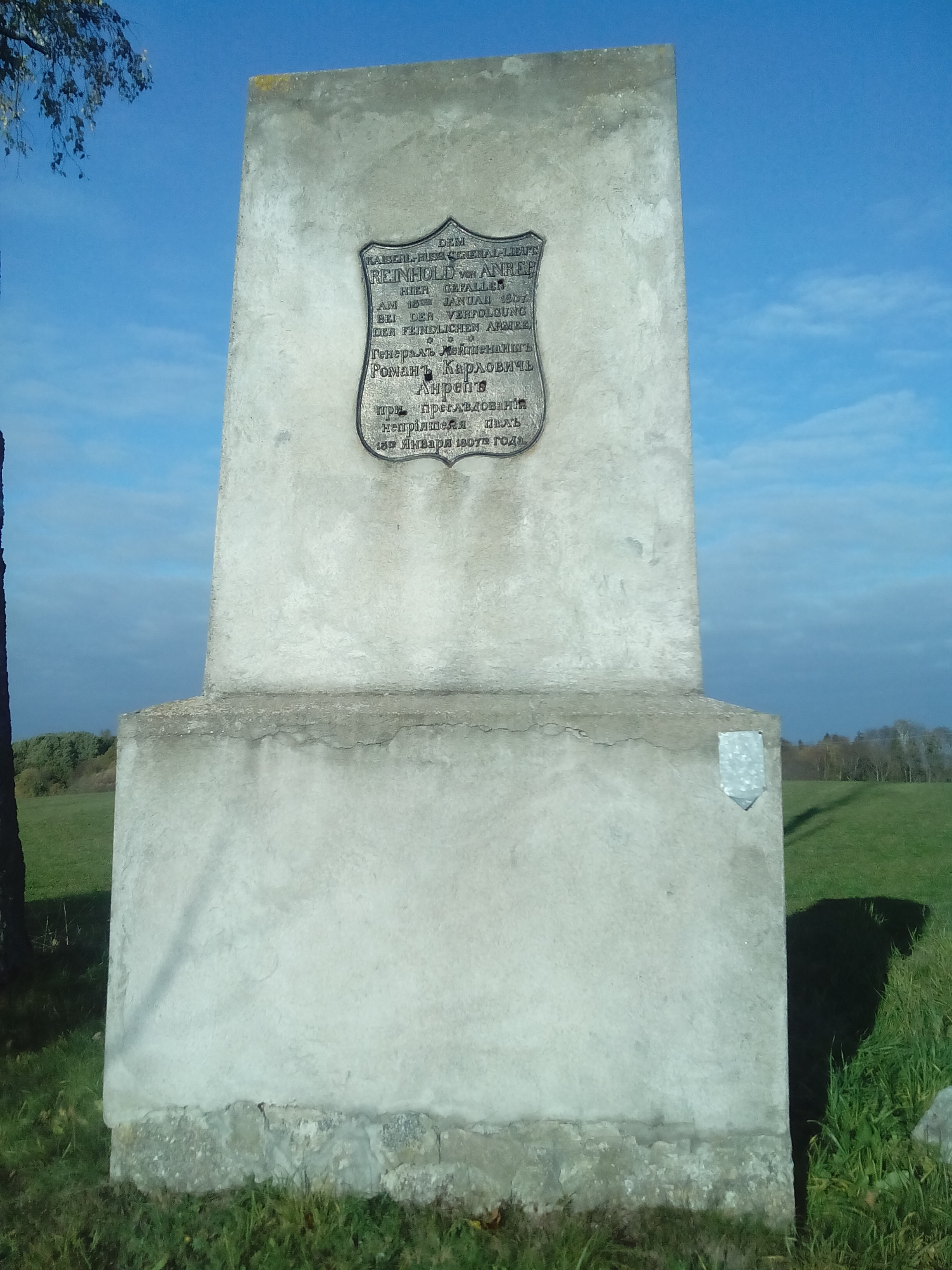
Pomnik gen. von Anrepa współcześnie